# Старая Станица (Миллеровский район)
Старая Станица — станица в Миллеровском районе Ростовской области.
Входит в состав Верхнеталовского сельского поселения.

## География
В станице имеются две улицы: Вокзальная и Свердлова.

## Население
| 2010 |
| ---- |
| 13   |

## Достопримечательности
В станице имеются памятники участникам Великой Отечественной войны.

Мемориальный комплекс